# زمین‌لرزه ۱۹۵۲ شهرستان کرن
زمین‌لرزه شهرستان کرن  در تاریخ ۲۱ ژوئیه ۱۹۵۲ میلادی، برابر با ‎۳۰ تیر ۱۳۳۱، ساعت ۱۱:۵۲:۱۴ به زمان یوتی‌سی در آمریکا ، منطقه شهرستان کرن رخ داد. بزرگی آن ۷٫۳ در مقیاس Mw اعلام شده‌است. زمین‌لرزه به وقت محلی در روز دوشنبه، ساعت ۳ روی داده و منطقه زمانی آن یوتی‌سی -۸ بوده‌است (با لحاظ تغییر ساعت تابستانی).
سازمان زمین‌شناسی آمریکا نیز جای این زمین‌لرزه را در مختصات ۳۵°۰۰′۰۰″شمالی ۱۱۹°۰۱′۰۱″غربی / ۳۵°شمالی ۱۱۹٫۰۱۷°غربی و بزرگی آنرا برابر با ۷٫۷ در مقیاس ریشتر اعلام کرده‌است. ژرفای گزارش شده از سوی این سازمان ۱۶ کیلومتر می‌باشد.
شمار کشتگان زلزله حدود ۱۲ نفر بوده‌است.